# Sant'Angelo in Lizzola
Sant'Angelo in Lizzola é uma comuna italiana da região dos Marche, Província de Pesaro e Urbino, com cerca de 6.780 habitantes. Estende-se por uma área de 11 km², tendo uma densidade populacional de 616 hab/km². Faz fronteira com Colbordolo, Monteciccardo, Montegridolfo (RN), Montelabbate, Pesaro, Tavullia.